# Anna Vikman
Ingrid Anna Kristina Vikman (ur. 13 stycznia 1981 w Överkalix) — szwedzka hokeistka, reprezentantka kraju, dwukrotna uczestniczka igrzysk olimpijskich. Dwukrotna medalistka olimpijska.
Z reprezentacją zajęła trzecie miejsce na igrzyskach w 2002 i drugie cztery lata później. Brała udział w kilku edycjach mistrzostw świata, zajmuijąć trzykrotnie czwarte miejsce. Reprezentowała kluby Överkalix IF i MoDo HK.